# Intergalaktischer Stern
Ein intergalaktischer Stern (manchmal auch Wanderstern) ist ein Stern, der sich außerhalb einer Galaxie befindet. Auch diese Sterne haben ihren Ursprung wahrscheinlich dort, wurden jedoch irgendwann aus ihrer gravitativen Bindung herausgelöst.

## Herkunft
Abschließend geklärt ist die Herkunft dieser Sterne nicht, jedoch gibt es einige Hypothesen von Astrophysikern.
Intergalaktische Sterne haben ihren Ursprung vermutlich in Galaxien und konnten sich nicht an diesen halten. Um die gravitative Bindung überwinden zu können, benötigt ein Stern eine außergewöhnlich hohe Beschleunigung, um die jeweilige Fluchtgeschwindigkeit der Galaxie zu erreichen. Ursache für die hohe kinetische Energie können Galaxienkollisionen oder Schwarze Löcher sein, die angezogene Sterne beschleunigen und dann in den intergalaktischen Raum katapultieren.
Intergalaktische Sterne stammen wahrscheinlich aus eher kleinen Galaxien, da die gravitative Bindung hier schwächer ist als in großen, es gibt aber auch Modelle für Ausreißer großer Galaxien.
Die Entstehung von intergalaktischen Sternen im intergalaktischen Raum ist sehr unwahrscheinlich, da für die Sternentstehung eine Molekülwolke nötig ist.

## Lebensdauer
Die Lebensdauer intergalaktischer Sterne unterscheidet sich kaum von denen in Galaxien. Die meisten Sterne weisen eine Brenndauer von mehreren Milliarden Jahren auf. Nach ihrem Lebenszyklus (abhängig von der Masse) werden intergalaktische Sterne zu Weißen Zwergen, Neutronensternen oder Schwarzen Löchern.

## Sichtbarkeit
Mit bloßem Auge sind intergalaktische Sterne nicht erkennbar. Bei guten Verhältnissen sind Sterne bis zu einer scheinbaren Helligkeit von 6,0 mag mit bloßem Auge sichtbar. Die meisten Sterne, die diese Helligkeit aufweisen, befinden sich in einer Entfernung zwischen 4 Lichtjahren und bis zu 1000 Lichtjahren (einige Sterne sind auch über eine Entfernung von bis zu 5000 Lichtjahren sichtbar).

## Bekannte intergalaktische Sterne
Es wurden bisher einige intergalaktische Sterne beobachtet. Es wird angenommen, dass 10 % der Gesamtmasse des Virgo-Superhaufens intergalaktische Sterne ausmachen.